# رائد رشيد
رائد رشيد عباس (1 يناير 1976) هو لاعب تايكوندو عراقي، تنافس في فئة وزن الوسط للرجال في الألعاب الأولمبية الصيفية لعام 2004.

## روابط خارجية
- رائد رشيد على موقع TaekwondoData.com (الإنجليزية)
- رائد رشيد على موقع أوليمبيديا (الإنجليزية)